# David II de Trébizonde
Pour les articles homonymes, voir David II.
David II de Trébizonde ou David II Grand Comnène est le dernier empereur de Trébizonde. Il règne de 1460 jusqu’au 15 août 1461.

## Biographie
Fils d’Alexis IV et de son épouse Théodora, marié à Hélène Cantacuzène, il succède en 1458 à son frère Jean IV Calojean à la tête de l’empire de Trébizonde en écartant son neveu Alexis V encore enfant.
En 1458, il est contraint d'accepter la vassalisation de l’empire de Trébizonde aux Ottomans. Cependant, il espère se libérer de leur joug en formant une coalition militaire avec les États d'Europe occidentale, la Géorgie et l'émirat de Sinope.
Assiégé dans Trébizonde par les forces du sultan Mehmet II, il se voit offrir une reddition honorable par le grand vizir Mahmud. Pour éviter la destruction et le pillage de la ville, il l’accepte (probablement sur les conseils de son grand logothète Georges Amiroutzès, qui est alors chargé des pourparlers de paix avec le sultan) et se rend sans combattre le 15 août 1461.
David est embarqué avec sa famille sur un navire turc en direction de Constantinople, puis d’Andrinople. Des domaines lui sont attribués dans la vallée du Strymon.
Mais en 1463, il est accusé d’avoir pris part à un complot et arrêté car Mehmet II est décidé à empêcher la perpétuation de la dynastie des Grands Comnènes. Le sultan condamne à mort David, mais lui promet l’amnistie s’il se convertit à l’islam. Comme David refuse, lui et ses fils sont tués le 1er novembre 1463 à Constantinople ; leurs restes sont éparpillés dans la campagne.
Un fils fictif, Nicéphore aurait échappé au massacre. Il trouve refuge à Magne, en Laconie. Ses descendants vont y régner jusqu'en 1676, année où ils fondent la colonie grecque de Corse et se mettent au service de la république de Gênes. Adoptant les usages français à la fin du XVIIIe siècle, ils prennent le nom de Stephanopoli de Comnène et sont reconnus dans leurs titres par Louis XVI en 1787, sur la requête de Demetrio Stefanopoli.
L’empereur David II de Trébizonde a été canonisé par le patriarche de Constantinople à la demande de l'église grecque en août 2013.